# Кума Бабакар
Кума Бабакар (фр. Khouma el Babacar; нар. 17 березня 1993, Тієс) — сенегальський футболіст, нападник турецького клубу «Болуспор».
Виступав, зокрема, за клуби «Фіорентина», «Сассуоло», «Лечче» та «Аланіяспор», а також молодіжну збірну Сенегалу.

## Клубна кар'єра
Народився 17 березня 1993 року в місті Тієс. Розпочав свою кар'єру у футбольній академії клубу «Рель» у своєму рідному місті. 2007 року Кума переїхав в Італію, приєднавшись до клубу «Пескара». Через рік молодого нападника придбала «Фіорентина».
У грудні 2009 року Бабакар почав тренуватися з основною командою. Дебютував за основу в матчі 1/8 фіналу Кубку Італії проти «К'єво». У першому ж своєму матчі він зумів відзначитися, зробивши рахунок 2:2. А коли Адріан Муту забив переможний третій гол, Бабакар був замінений на свого товариша по молодіжній команді Федеріко Карраро. У Серії А Бабакар дебютував у матчі з «Лаціо» в 26-му турі, замінивши на 58-й хвилині Маріо Болатті. У своєму другому матчі в Серії А Бабакар вийшов на 57-й хвилині, і вже через три хвилини взяв участь у гольовій комбінації. На останній хвилині матчу він віддав гольову передачу на Стевана Йоветича, який зробив рахунок 3:1 на користь «Фіорентини». Наступний матч для Бабакара вийшов ще більш вдалим: вийшовши на заміну, він забив свій перший гол в Серії А у ворота «Дженоа», увійшовши в історію як наймолодший гравець, що коли-небудь забивав на цьому змаганні. Всього за два роки взяв участь у 23 матчах чемпіонату (1 гол) та 4 матчах кубку (3 голи).
З початку 2012 року став виступати на правах оренди до літа за іспанський «Расінг», після чого ще по сезону провів у клубах Серії В «Падова» та «Модена».
До складу «Фіорентини» повернувся влітку 2014 року. Активно використовувався у ротації нападників «фіалок» і за наступні 3,5 роки відзначився 38 голами у 105 матчах в усіх турнірах.
31 січня 2018 року на умовах оренди із зобов'язанням подальшого викупу за 9 мільйонів євро перейшов до «Сассуоло». Клуб згодом уклав із сенегальцем повноцінний контракт, проте 2 вересня 2019 року віддав його в оренду до «Лечче».

## Виступи за збірні
2009 року дебютував у складі юнацької збірної Сенегалу, взяв участь у 3 іграх на юнацькому рівні, відзначившись одним забитим голом.
Протягом 2010–2013 років залучався до складу молодіжної збірної Сенегалу. На молодіжному рівні зіграв у 6 офіційних матчах, забив 1 гол.
23 березня 2015 року вперше був викликаний до національної збірної Сенегалу, проте на поле не вийшов. Дебютував за головну команду країни навесні 2017 року, у червні того ж року провів ще дві гри у її складі.
| Дата      | Місто | Господарі   | Результат | Гості                | Турнір                                  | Голи | Примітки |
| --------- | ----- | ----------- | --------- | -------------------- | --------------------------------------- | ---- | -------- |
| 27-3-2017 | Париж | Кот-д'Івуар | 1 – 1     | Сенегал              | товариський матч                        | -    | 46'      |
| 6-6-2017  | Дакар | Сенегал     | 0 – 0     | Уганда               | товариський матч                        | -    | 71'      |
| 10-6-2017 | Дакар | Сенегал     | 3 – 0     | Екваторіальна Гвінея | Відбір до Кубка африканських націй 2019 | -    | 88'      |
| Усього    |       | Матчів      | 3         |                      | Голів                                   | 0    |          |

## Титули і досягнення
- Чемпіон Данії (2):

«Копенгаген»: 2021-22, 2022-23
- Володар Кубка Данії (1):

«Копенгаген»: 2022-23